# Bokgyesan
Bokgyesan (koreanska: 복계산) är ett berg i Sydkorea.   Det ligger i provinsen Gangwon, i den norra delen av landet, 80 km nordost om huvudstaden Seoul. Toppen på Bokgyesan är 1 031 meter över havet, eller 256 meter över den omgivande terrängen. Bredden vid basen är 3,3 km.
Terrängen runt Bokgyesan är huvudsakligen kuperad. Runt Bokgyesan är det ganska glesbefolkat, med 22 invånare per kvadratkilometer. I omgivningarna runt Bokgyesan växer i huvudsak blandskog.